# Al·leluia!
Al·leluia! (títol original en anglès Hallelujah) és un musical pre-codi nord-americana de 1929, distribuïda per la Metro-Goldwyn-Mayer (MGM), protagonitzat per Daniel L. Haynes i Nina Mae McKinney, i dirigit per King Vidor. Ha estat doblada al català.
Gravada a Tennessee i Arkansas, i narra la problemàtica d'un parcer, Zeke Johnson (Haynes), i la seva relació amb la seductora Chick (McKinney). Hallelujah va ser el primer film enterament afroamericà feta per un estudi important. Estava destinat per a una audiència general i la MGM va considerar l'obra tan arriscada que van requerir que King Vidor invertís el seu propi salari en la producció. Vidor va expressar un interès a «mostrar al negre meridional tal com és» i va intentar presentar un punt de vista relativament no estereotipat de la vida afroamericana. És el primer musical negre.
Al·leluia! va ser la primera pel·lícula sonora de King Vidor, i va combinar el so gravat en ubicació i so gravat en postproducció a Hollywood. King Vidor va ser nominat per a un Oscar al millor director per la pel·lícula.
El 2008, Al·leluia! va ser seleccionat per a preservar-se al National Film Registry per la Biblioteca de Congrés dels Estats Units per ser «cultural, històrica, o estèticament significativa». El febrer de 2020, la pel·lícula va ser projectada al 70è Festival Internacional de Cinema de Berlín, com a part d'una retrospectiva dedicada a la carrera de King Vidor.
La pel·lícula conté dues escenes de trucking: un eixelebrat ball contemporani on el participant fa moviments cap endarrere i cap endavant, però sense canvi real de posició, mentre mou els braços com un pistó en la roda d'una locomotora.

## Desenvolupament
Anys abans de crear Al·leluia!, King Vidor havia anhelat fer un film amb un elenc totalment afroamericà. Havia fet surar la idea durant anys, però «l'estudi continuava rebutjant la idea». La sort de Vidor va canviar el 1928 mentre s'estava a Europa per a promoure el seu film The Crowd, quan es va assabentar de l'aparició de pel·lícules sonores que recorrien la nació. Això era important perquè estava molt entusiasmat amb la idea de tenir un elenc totalment afroamericà cantant espirituals negres a la pantalla gran, després d'haver vist l'èxit a Broadway. Vidor va dir: «Si les obres de teatre amb un elenc totalment de negres, i les històries com les d'Octavus Roy Cohen i altres, podrien tenir tant d'èxit, per què no deuria la pantalla fer una obra de negres reeixida?» Vidor va convèncer Nicholas Schenck, l'aleshores president de MGM, perquè fes la pel·lícula emmarcant-la més com una pel·lícula que mostrava la desviació sexual dels afroamericans. Schenck va dir simplement a Vidor: «Bé, si penses així, et deixaré fer una pel·lícula sobre les meuques». Vidor va rebre la inspiració per a crear aquesta pel·lícula basada en incidents reals que va presenciar quan era nen durant el seu temps a la seva casa al sud. Va dir: «Solia observar els negres al sud, que era la meva llar. Vaig estudiar llur música i solia meravellar-me del romanç que s'hi reprimeix». Vidor va començar a filmar a Arkansas, Memphis i al sud de Califòrnia als estudis MGM.

## Trama
Els personatges habiten un món de racial paternalisme on, en part per mor de religió, els treballadors de la plantació són feliços amb el statu quo. Zeke, el noi de plantació representa el noi de camp moralment honrat (el bo) contra la moralment corrompuda noia de la ciutat (a causa de la influència de Hotshot) Chick (la dolenta) que ho tempta des del recte i l'estret.

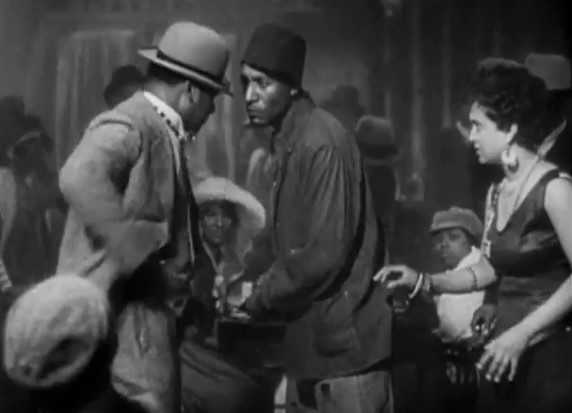
Hallelujah (1929). D'esquerra a dreta: William Fountaine, Daniel L Haynes, i Nina Mae McKinney

Els parcers Zeke i Spunk Johnson venen la part de la collita de cotó de la seva família per $100. La còmplice Chick (Nina Mae McKinney) els estafa ràpidament per a treure'ls els diners en connivència amb el seu xicot, l'estafador d'apostes Hot Shot. Spunk és assassinat en la baralla que va seguir. Zeke s'escapa i refa la seva vida i esdeve sacerdot baptista amb el seu nom complet de Zekiel.
Temps després, torna i predica un avivament entusiasta. Després de ser ridiculitzat i seduït per Chick, Zekiel es compromet amb una virtuosa donzella anomenada Missy (Victoria Spivey), pensant que això evitarà els seus desitjos per la pecadora Chick. Chick assisteix a un sermó, on esbronca Zekiel, després demana un baptisme però clarament no està veritablement penedida. Durant un sermó entusiasta, Chick sedueix Zekiel i abandona la seva nova vida per ella. Mesos més tard, Zeke ha començat una vida nova; treballa en un molí de troncs i està casat amb Chick, qui en secret l'enganya amb el seu vell amor, Hot Shot (William Fountaine).
Chick i Hot Shot decideixen escapar junts, just quan Zeke descobreix l'assumpte, i els persegueix. El carruatge que porta Hot Shot i Chick perd una roda i llança Chick, i així Zeke pot atrapar-les. Abraçant-la als seus braços, la veu morir quan Chick es disculpa amb ell per ser incapaç de canviar la seva manera de ser. Després, Zeke persegueix Hot Shot a peu. L'aguaita incessantment a través del bosc i el pantà mentre Hot Shot intenta escapar, però ensopega i Zeke finalment l'atrapa i el mata. Zeke passa temps a la presó pel seu crim, trencant roques.
La pel·lícula s'acaba quan Zeke torna a casa amb la seva família, just quan feien la collita. Malgrat el temps que va passar i la manera en què Zekiel els va deixar, la família li dona alegrement la benvinguda a la llar.

## Repartiment
- Daniel L. Haynes com Zeke
- Nina Mae McKinney com Chick
- William Fountaine com Hot Shot
- Harry Gris com el Pàrroc
- Fanny Belle DeKnight com Mammy
- Everett McGarrity com Spunk
- Victoria Spivey com Missy Rose
- Milton Dickerson
- Robert Couch
- Walter Tait com Johnson Kids
- Dixie Jubilee Singers

| Sam McDaniel           | Adam, un dels jugadors de daus      |
| Matthew "Stymie" Beard | El nen que escolta la cançó de Zeke |
| Eva Jessye             | Cantant del Saló de ball            |
| Blue Washington        | Membre de la congregació de Zeke    |
| Madame Sul-Et-Wan      | Membre de la congregació de Zeke    |
| Clarence Muse          | Membre de la congregació de Zeke    |

## La música
La pel·lícula ofereix, en algunes seccions, una representació autèntica de l'entreteniment negre i la música religiosa de la dècada de 1920, encara que algunes de les seqüències estan europeïtzades i sobre-arreglades. En la reunió d'avivament a l'aire lliure, amb el predicador cantant i representant el "tren a l'infern", és d'estil autèntic fins al final, on es canta "Waiting at the End of the Road" d'Irving Berlin. De manera similar, un grup de treballadors a l'aire lliure prop del començament de la pel·lícula estan cantant un arranjament coral de "Way Down Upon the Swanee River " (escrit per Stephen Foster, qui mai es va acostar al sud). Suposadament, segons el propi Vidor en una entrevista concedida al New York Times, "mentre Stephen Foster i altres es van inspirar en escoltar cançons de negres als dics, la seva música no era en absolut del tipus negre". Va continuar afegint que la música de Foster tenia "l'acabat i la tècnica distintius de la música europea, possiblement d'origen alemany".
Una seqüència què és de vital importància en la història de jazz clàssic és la de la sala de ball, on Nina Mae McKinney interpreta "Swanee Shuffle" d'Irving Berlin. Malgrat haver estat filmada en un estudi de Nova York i amb actors negres, la seqüència presenta una representació precisa d'un saló de ball negre de baixos recursos, part de les arrels del jazz clàssic. La majoria pel·lícules de Hollywood de l'època van sanejar la música negra.
Donat l'equipament disponible en l'època, la banda sonora de la pel·lícula va ser un assoliment tècnic, emprant una gamma molt més àmplia de tècniques d'edició i mescla que les utilitzades generalment en pel·lícules sonores ("talkies") de l'època.

## Recepció
Als expositors els preocupava que el públic blanc es mantingués allunyat a causa de l'elenc negre. Van organitzar dues estrenes, un a Manhattan i un altre en Harlem. Els negres que van venir a veure la pel·lícula a Manhattan es van veure obligats a asseure's al balcó. Al·leluia! va ser un èxit comercial i crític. Photoplay va elogiar la pel·lícula per la seva representació d'afroamericans i va comentar sobre l'elenc: "Tots els membres de l'elenc de Vidor són excel·lents. Encara que cap d'ells ha treballat abans davant una càmera o un micròfon, ofereixen actuacions sense estudiar i notablement espontànies. Això parla molt de la direcció de Vidor". Mordaunt Hall, a The New York Times, va escriure amb aprovació de l'elenc totalment negre, dient: "Hallelujah!, amb el seu intel·ligent elenc de negres, és una de les poques pel·lícules sonores que és realment una forma d'entreteniment separada i diferent d'un escenari". La combinació de dos aspectes innovadors de la pel·lícula, el diàleg audible i un elenc completament negre, distingeix a la pel·lícula de les seves contemporànies. Algunes de les crítiques a la pel·lícula parlaven de l'esperit particular de l'època, i probablement seria molt diferent avui. En The New York Times, Mordaunt Hall escriu sobre com "en retratar la histèria religiosa peculiarment típica dels negres i la seva credulitat, el Sr. Vidor expia qualsevol mandra en les escenes anteriors".

## Al·leluia! i els estereotips negres
Al·leluia! va ser un dels primers projectes que va donar als afroamericans papers importants en una pel·lícula, i encara que alguns historiadors i arxivers de cinema contemporani han dit que va tenir "una frescor i veritat que no va ser aconseguida novament en trenta anys", un nombre d'historiadors i arxivers de cinema contemporani acorden que Al·leluia! exhibeix la visió paternalista de Vidor sobre els negres rurals que inclou estereotips racials.

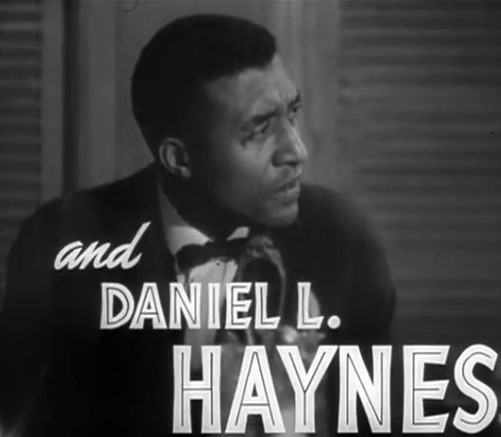
Daniel L. Haynes a Al·leluia! (1929)

L'èmfasi que aquests crítics posen en el prejudici blanc de Vidor —molt més evident avui “donat els canvis enormes en la ideologia [i] sensibilitats” des de 1929— cobreix un espectre d'opinions. El biògraf de Vidor John Baxter informa “un avui-desconcertant paternalisme [blanc]” que impregna Al·leluia!, mentre que els crítics de cinema Kristin Thomson i David Bordwell argumenten que “la pel·lícula era tan progressiva com un podria esperar aleshores.” Els crítics de cinema Kerryn Sherrod i Jeff Stafford estan d'acord allò “vist avui, Al·leluia! convida a la crítica de per els seus estereotips; els negres són representats com a idealistes ingenus o individus governats per les seves emocions”. La crítica de mitjans Beretta Smith-Shomade considera que Al·leluia! de Vidor és un model per a les representacions racistes i degradants de "Negres" en la indústria fílmica en els següents anys.
Warner Bros., que posseeix els drets d'Al·leluia!, ha afegit un descàrrec de responsabilitat en l'inici de l'edició d'arxiu:
A Al·leluia!, Vidor desenvolupa les seves caracteritzacions del treballadors rurals negres amb sensibilitat i compassió. La “consciència social” de la pel·lícula i la seva interpretació comprensiva d'una història de passió sexual, afecte familiar, redempció i venjança interpretada per actors negres es va guanyar l'enemistat dels exhibidors de pel·lícules blanques del Sud Profund i el “melodrama apassionant” va ser completament prohibit al sud de la Línia Mason-Dixon. L'equip fílmic de Vidor era ètnicament mixt, i incluia a Harold Garrison (1901-1974) com a assistent del director d'ajudant. Director coral femenina Eva Jessye negre va servir director tan musical a Al·leluia; més tard actuà tan director de música amb George Gershwin a Porgy and Bess (1935).
La valoració general de la pel·lícula entre els historiadors del cinema varia des de la condemnació fins a l'elogi.
L’arxiver fílmic del museu d'Arts Modernes Charles Silver va fer aquesta avaluació:
| « | “En un nivell, Al·leluia! clarament reforça els estereotips dels negres com infantilment simples, luxuriosament promiscus, fanàticament supersticiosos i despreocupats [no obstant això] Vidor mai podria ser acusat del manifest verí racial exhibit per Griffith a El naixement d'una nació ... Existeix, llavors, una defensa per a Al·leluia! més enllà de la seva importància estètica? Crec que sí, i crec que radica en la personalitat de Vidor tal com la coneixem per les seves pel·lícules .. Al·leluia! pot i ha d'acceptar-se com l'assoliment notable que és". | » |

La crítica de mitjans de comunicació Beretta Smith-Shomade afirma que A Al·leluia! es van emetre caracteritzacions racistes de figures rurals negres, en particular de “les prostitutes negres”, establint aquests estereotips en pel·lícules en blanc i negre per dècades.
| « | “En aquestes dècades prèvies a l'arribada de la televisió, les negres apareixien al cinema com a serventes, meuques, mamàs, mulates tràgiques i fanàtiques religioses. L'actitud despreocupada de la nació durant la dècada de 1920 va impulsar el Renaixement d'Harlem i va llançar a la dona de color com a artista destacada a la pantalla. Nina Mae McKinney es va distingir com la primera meuca de color. Va actuar en la pel·lícula sonora Al·leluia! de King Vidor, com una Jezabel, per descomptat, enganyant un bon home... Donald Bogle descriu al personatge de McKinney, Chick, com un "objecte sexual negre, exòtic, meitat dona, meitat nena... una dona negra fora de control de les seves emocions, dividida en dues per les seves lleialtats i les seves pròpies vulnerabilitats. Implícit al llarg de la batalla amb si mateix estava el tema del tràgic mulat; la meitat blanca d'ella representava l'espiritual, la meitat negra l'animal”. [Aquests] estereotips de la pantalla es van presentar tant en el corrent principal com al cinema negre inicial. Es van erigir com els rols predominants del negres ". | » |

La crítica de cinema Kristin Thompson realitza una objecció al descàrrec de responsabilitat de Warner Bros.:
| « | “Desafortunadament, la companyia ha optat per posar un advertiment repetitiu al principi que essencialment marca a Al·leluia! com una pel·lícula racista... No crec que aquesta descripció s'ajusti a Al·leluia!, però certament prepara a l'espectador per a interpretar la pel·lícula com simplement una lamentable document d'un període fosc de la història dels Estats Units. Warner Bros. degrada el treball dels cineastes, inclosos els afroamericans. Els actors semblen haver estat orgullosos del seu assoliment, i haurien d'estar-lo”. | » |

### Nina Mae McKinneycom la “meuca” aAl·leluia![21]
El crític Donald Bogle identifica McKinney com la “primera ramera negra” a la pantalli, respecte al paper que Vidor li havia donat a la seva Al·leluia.
Nina Mae McKinney, procedent de la recent producció de teatral Blackbird of 1928, interpretant a Chick, l'objecte del desig de Zeke i víctima del tràgic desenllaç. El crític de teatre Richard Watts Jr., un contemporani de McKinney, la va descriure com “una de les dones més boniques del nostre temps”. Va ser batejada com “la Garbo Negra" mentre estava de gira per Europa en la dècada de 1930. Vidor va considerar que la seva actuació va ser fonamental per a l'èxit de Al·leluia!.

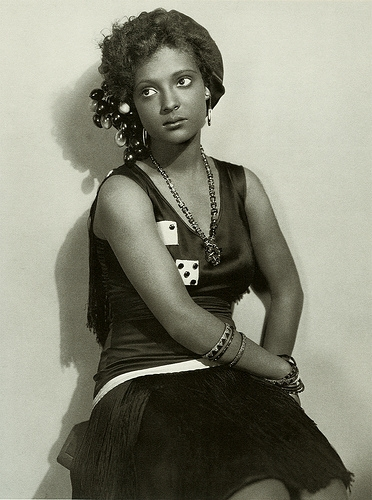
Nina Mae McKinney

Encara que McKinney va ser la primera a interpretar una prostituta negra, aquesta “narrativa arquetípica” es remunta fins al 1900, quan només les actrius blanques interpretaven a “la dona caiguda” que es dediquen a la prostitució. D'aquestes pel·lícules que van aparèixer en l'era del cinema mut que deploraven la “difícil situació de dones que han travessat temps difícils a causa de la desocupació, embarassos no desitjats, divorcis, privacions infantils o senzillament perquè ha nascut en el costat equivocat de la pista.” Durant l'era del cinema mut, les històries d'advertiment de dones que es dedicaven a la prostitució s'havien estat presentades uniformement com a vergonyoses i degradants. Aquests escenaris d'inspiració victoriana, tanmateix, estaven disminuint en el temps de la producció de Al·leluia!, igual que als països industrialitzats a nivell global. Com a resultat “el concepte d'una pèrdua de la castedat que condueix inexorablement a la prostitució ja no era sustentable.”
La fórmula que Vidor va usar per la Chick de McKinney es va inspirar en els escenaris convencionals que mostraven prostitutes blanques en les pel·lícules anteriors: narratives que ja estaven. El crític social i cinema Russel Campbell descriu la fórmula:
| « | És probable que la prostituta "mori al final de la pel·lícula, per suïcidi, malaltia, accident, assassinat o execució (les convencions de l'art i la literatura victorians... ordenaven que la caiguda d'una dona acaba amb la mort"). En cas contrari, pot sobreviure i salvar la seva ànima mitjançant un acte de redempció; amb freqüència l'aparellen amb un bon home el caràcter recte del qual serveix per anul·lar la mala impressió del sexe masculí que es va fer anteriorment en la pel·lícula... per altres, la mort espera". | » |

La interpretació exuberant i altament seductora de McKinney en el paper de Chick anticipa el canvi de percepció cap a l'expressió sexual femenina. La seva actuació va influir tant a actrius negres i blanques amb la seva versió d'una “heroïna de la vida nocturna rude”, entre elles Jean Harlow, una estrella de cinema blanca protagonitza qui també va retratar de manera atractiva a prostitutes i prostitutes de bordell. Segons la historiadora del cinema Jean-Marie Lecomte, “prostitutes, dames de l'oci, escombracarrers, i rodamons, com les dones frontereres de la Gran Depressió als EUA, van florir en la pantalla de Hollywood” en el Hollywood Pre-Code després del llançament de Al·leluia!.
Si bé reconeixen els estereotips racials Al·leluia!, els crítics Kerryn Sherrod i Jeff Stafford informen que “la pel·lícula va establir un alt estàndard per a tots els següents musicals enterament negres i continua sent un excel·lent aparador per als talents de Senyora McKinney i companyia.”